# Gjorge Ivanov
Gjorge Ivanov (makedonsk: Ѓорге Иванов; født 2. maj 1960) var Nordmakedoniens præsident fra 2009 til 2019.
Ivanov er jurist og var indtil valget til præsidentposten professor i politisk teori og filosofi ved universitetet i Skopje.
Han var ved valget opstillet af det nationalkonservative parti VMRO-DPMNE. I første valgrunde den 22. marts 2009 vandt han 34 % af stemmerne, i anden valgrunde den 5. april 2009 63 %.
1. ↑  Navnet er anført på engelsk og stammer fra Wikidata hvor navnet endnu ikke findes på dansk.